# Братислава Морина
Братислава Буба Морина (рођ. Бањац; Ниш, 4. март 1947 — Ниш, 2. август 2022) била је српска политичарка.

## Биографија
Рођена је као Братислава Бањац 4. марта 1947. у Нишу. Њен отац Милан био је официр Југословенске армије, пореклом из Дринића, код Босанског Петровца. Њена мајка Јелена Радовић, била је пореклом из Истока, у Метохији. Као дете официра, детињство је провела у честим селидбама по местима Косова и Метохије — Сува Река, Драгаш, Призрен и Приштина. Породица се на крају поново вратила у Ниш.
Школовање је започела у Приштини, а матурирала је у Нишу 1968. године. Потом је студирала на Правном факултету у Нишу. Након треће године студија, напустила је факултет и запослила се у Секретаријату унутрашњих послова (СУП) у Нишу. Студије је касније наставила на Правном факултету у Приштини.
Након удаје за Рахмана Морину, тадашњег начелника СУП-а Приштина, отпочела је њена политичка каријера. Најпре је прешла да ради у Савезно извршно веће (СИВ), а потом на место саветника у Председништву СФРЈ. Наредних година је била на покрајинским функцијама у САП Косово — била је саветник за народну одбрану у Извршном већу САП Косова, саветник у Председништву САП Косова и у Републичком СУП-у СР Србије.
Њен супруг био је један од блиских сарадника Слободана Милошевића и лидер Савеза комуниста Косова, од јануара 1989. до изненадне смрти октобра 1990. године. Након тога, политички се ангажовала најпре у новоформираној Социјалистичкој партији Србије (СПС), а потом у Југословенској левици (ЈУЛ). Године 1994. председник Владе Србије Мирко Марјановић поставио је за Републичког комесара за избеглице. Године 1997. је прешла у Савезну Владу, била је најпре министар за бригу о породици, а потом министар за избеглице, интерно расељена лица и хуманитарну помоћ.
Преминула је 2. августа 2022. у Нишу.
Имала је два брака. Из првог брака има сина Предрага Николића, а из брака са Рахманом Морином има ћерку Веру и сина Кохана.